# Общество археологии, истории и этнографии при Казанском университете
Общество археологии, истории и этнографии при Казанском университете (рус. дореф. Общество Археологіи, Исторіи и Этнографіи при Императорскомъ Казанскомъ университетѣ, аббр. ОАИЭ) — одно из ведущих научных обществ России, существовавшее в 1878—1930 годах, целью которого было всестороннее изучение истории народов Поволжья.

## История

### Создание
Общество археологии, истории и этнографии при Императорском Казанском университете было создано по инициативе участников IV Археологического съезда, прошедшего в Казани в 1877 году. На съезде был выработан устав Общества, утверждённый министром народного просвещения 18 марта 1878 года.
Учредителями выступили местные и иногородние учёные: Н. Я. Агафонов, И. А. Бодуэн-де-Куртенэ, Н. П. Загоскин, И. А. Износков, Д. А. Корсаков, В. Н. Поливанов, П. А. Пономарёв, В. В. Радлов, С. М. Шпилевский и другие. Всего при основании Общества было 40 членов, а к концу первого года существования их численность возросла до 64.
В первом параграфе устава была определена цель общества:

Оно имеет целью изучение прошедшего и настоящего русского и инородческого населения в территории бывших Булгарско-Хазарских и Казанско-Астраханских царств с прилежащими к ней местностями.

### Структура и основная деятельность
Состав Общества формировался на началах добровольности. В него входили действительные члены, почётные члены, члены-сотрудники и члены-соревнователи. К 1 января 1889 года в нём насчитывалось до 179 членов, но в последующем их численность уменьшилась, и в 1912 году в Обществе состояло 125 членов.
Общество проводило регулярные собрания: обыкновенные, на которые допускались и посторонние посетители и которые должны были происходить ежемесячно, кроме каникулярного времени (с мая по сентябрь); чрезвычайные и годовые. Эти собрания посвящались, согласно § 28 Устава, «слушанию отчётов о действиях совета, о новых приобретениях и полученных извещениях, выборам в члены, утверждению расходов, по представлению совета, свыше ста рублей, чтению учёных статей, изустному сообщению известий и рассуждениям членов».
Для заведования внутренними делами Общества из преимущественно действительных членов выбирался совет, состоящий из председателя, его товарища, пяти выборных членов, секретаря, который ведал редактированием Известий ОАИЭ и перепиской, и казначея. Совет проводил свои особые заседания помимо общих собраний Общества.
В составе ОАИЭ было три отделения (Археологическое, Историческое и Этнографическое) и Комиссия по составлению археологической и этнографической карты.
Общество существовало на ежегодные и единовременные членские взносы, на частные пожертвования, на суммы, выручаемые от продажи изданий Общества и от проведения выставок. Кроме того, Общество с 1881 года получало от правительства 300 рублей на сохранение памятников Булгара, с 1898 года — 600 руб. в год. Поскольку денежных средств Общества хватало только на исполнение самых крайних нужд Общества, то большая часть работ, например, археологические раскопки, производились на средства самих членов.
ОАИЭ организовывало систематические археологические и историко-этнографические исследования. В летние периоды организовывались археологические раскопки, с целью изучения ранних культур на территории Волго-Камья.
Документы свидетельствуют, что Общество принимало самое деятельное участие в проведении научных и общественных мероприятий — археологических съездов, выставок, вело интенсивный научный обмен материалами не только в России, но и за её пределами. В Казани ОАИЭ нередко выступало инициатором проведения общественных мероприятий, празднования юбилеев и знаменательных дат.

### Охрана памятников
Общество археологии, истории и этнографии при Казанском университете вело длительное постоянное наблюдение за памятниками Булгара.
В 1880 году Обществу было передано 862 квадратных сажень земли, занятой болгарскими развалинами. С 1881 года из государственного казначейства ежегодно отпускалось субсидия в размере 300 рублей «на поддержание в приличном виде и на охранение древнего города Булгар».
В 1884 году после предварительного осмотра и исследования особою комиссией, снаряженной для этой цели Обществом, впервые было отремонтировано несколько памятников. В 1885, 1889, 1896 и 1905 годах были продолжены работы по ремонту и поддержанию болгарских памятников: расчищены остатки Белой палаты, Соборной мечети, пилоны Малого городка и руины мавзолеев у Малого минарета, Греческая палата. С 1888 года для охраны памятников Обществом нанимался сторож, а сами здания были обнесены деревянными заборами. В Чёрной палате был открыт музей булгарских древностей.
Основным направлением практической деятельности Общества в годы революции и Гражданской войны стало спасение ряда историко-культурных и научных ценностей от угрозы расхищения и уничтожения. Так, в 1918 году членам Общества удалось спасти галеру «Тверь», уникальный памятник российского судостроения XVIII века, от реальной угрозы её разборки на дрова. Общество взяло на себя её охрану, для чего были наняты два сторожа. Кроме того, пыталось уберечь от разграбления Благовещенский кафедральный собор XVI века в Казанском кремле, а также уникальные архитектурные памятники XVI—XVII веков в Свияжске:84.
В августе 1919 года был создан Казанский губернский подотдел по делам музеев и охраны памятников. Его председателем стал Б. Ф. Адлер, заместителем — П. М. Дульский, сотрудниками — К. В. Харлампович, А. М. Миронов и В. П. Соколов. Все они являлись членами ОАИЭ. К 1926 году в состав Комиссии входили В. В. Егеров, П. Е. Корнилов (основные сотрудники) и разъездные инструкторы — М. М. Лопаткин, В. В. Перцов, П. А. Радимов. Новый советский орган принял в своё ведение находившиеся под охраной ОАИЭ Болгарское городище, кафедральный Благовещенский собор и галеру «Тверь». Усилия Казанского губернского подотдела по делам музеев и охраны памятников способствовали тому, что уже в конце 1919 — начале 1920 года в уездных городах Казанской губернии — Козьмодемьянске, Цивильске, Елабуге, Краснококшайске, Чебоксарах, Тетюшах открывались музеи, в составе которых формировались художественные отделы.

### Советский период
В 1921—1922 годах деятельность общества была приостановлена, потому что именно в эти годы ушли из жизни наиболее активные члены Совета ОАИЭ:84-85.
В 1923 году общество возобновило работу и поначалу развивалось успешно — на начало 1924 года в нём насчитывалось 126 членов (примерно столько же было до 1917 года). Однако в сентябре 1924 года Татотдел ОГПУ начал следствие по делу наиболее активных членов Совета ОАИЭ. Как отмечают исследователи, следствие над членами Совета и высылка председателя общества К. В. Харламповича за пределы АТССР были своего рода актом устрашения научной общественности Казани и основанием для смены руководства ОАИЭ:85.
В начале 1931 года было сфабриковано дело о контрреволюционной деятельности группы профессоров и преподавателей Казанского восточно-педагогического института и Казанского университета, в том числе членов ОАИЭ. До судебного процесса дело доведено не было:85.
По решению совещания в начале 1931 года, при директоре КГУ Н.-Б. 3. Векслине, Общество археологии, истории и этнографии было ликвидировано.
В 1962 году произошла попытка возрождения ОАИЭ при Казанском государственном университете. Оно было восстановлено, но действовало очень недолгое время.

## Коллекции ОАИЭ
Уже на первых заседаниях Совета ОАИЭ члены Общества не раз поднимали вопрос о необходимости приобретения тех или иных нумизматических и археологических коллекций, а также уникальных исторических памятников. Кроме того, члены ОАИЭ и сами передавали в дар Обществу целый ряд исторических памятников. Например, Н. П. Загоскин передал в музей Общества старинный серебряный перстень с изображением кисти руки, а также более 350 редких старинных монет, приобретённых им в Селитренном городке Астраханской губернии:82.
Имеющиеся при Обществе коллекции были размещены в двух комнатах, уступленных советом Казанского университета. Для ознакомления с более замечательными предметами своего музея, а также для увеличения средств, Общество устраивало археолого-этнографические выставки в залах Казанского университета (в 1882 и 1889 годах).
До 1888 года собрание общества не было каталогизировано. Только в конце 1888 и 1889 годах в связи с подготовкой к VIII Археологическому съезду в Москве и Научно-промышленной выставкой в Казани коллекции были упорядочены.
В целом, ОАИЭ имело обширную библиотеку, нумизматический кабинет, отдел манускриптов; музей археологии; этнографический вещественный материал передавался в университетский музей отечествоведения, его архив содержал более 900 названий отдельных рукописных материалов.
Известно, что ко времени закрытия ОАИЭ в начале 1930-х годов его нумизматическая коллекция насчитывала 11 836 монет и медалей, из них 3 098 серебряных и 8 734 медных:82.
Уникальные коллекции ОАИЭ сейчас составляют важнейшую часть собраний Научной библиотеки имени Н. И. Лобачевского, археологического и этнографического музеев Казанского университета, Национального музея Республики Татарстан.

## Известия ОАИЭ

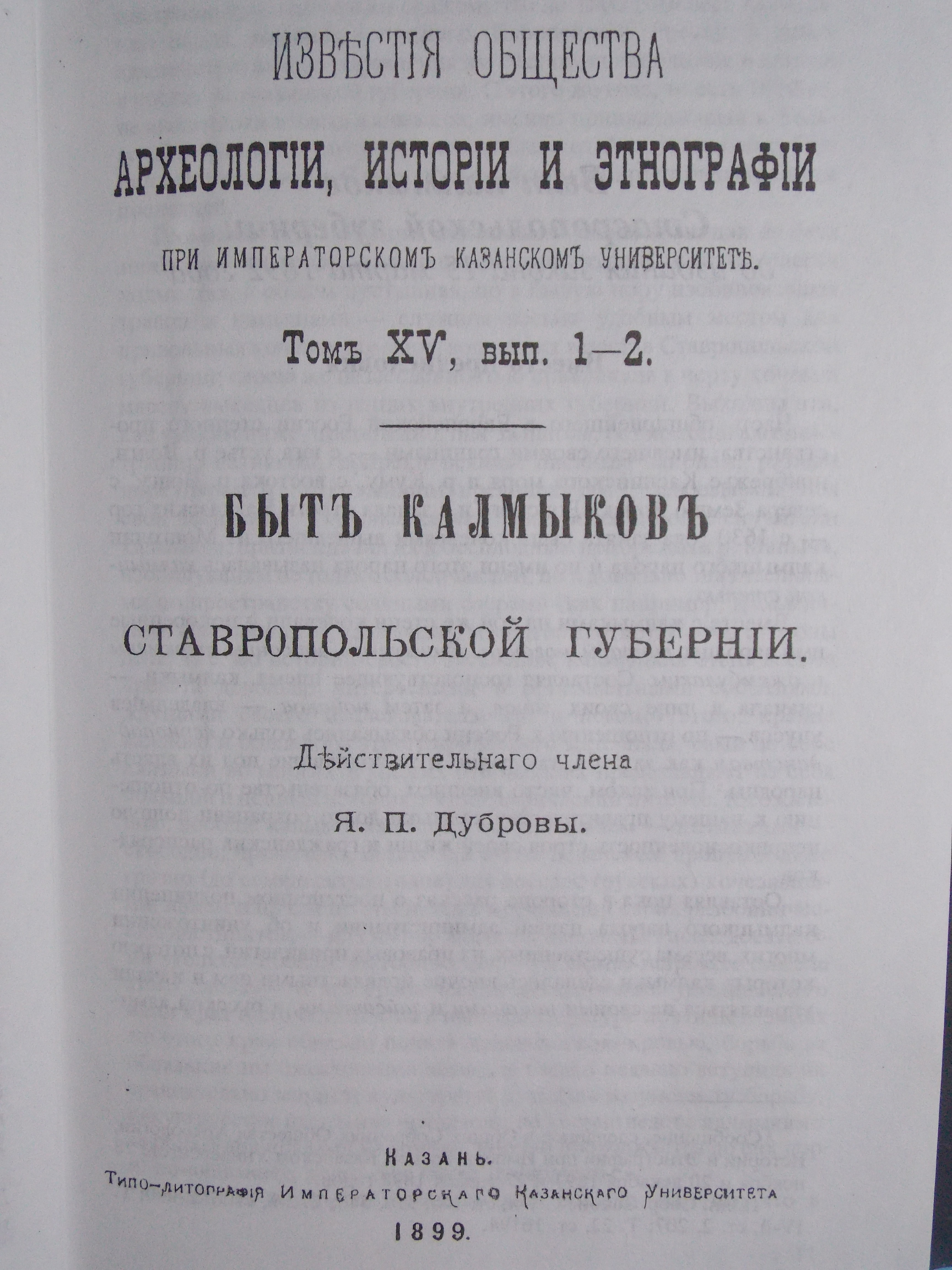
Обложка работы Я. П. Дубровы о быте калмыков в Известиях ОАИЭ от 1899 года.

Основным печатным органом Общества были издаваемые в Казанском университете «Известия Общества археологии, истории и этнографии при Императорском Казанском университете» (сокращённо — Известия ОАИЭ, или ИОАИЭ).
В Известиях ОАИЭ печатались протоколы заседаний общих собраний и заседаний Совета общества, каталоги библиотеки и музея, программы научных занятий и исследований, составлявшиеся по поручению общества, материалы результатов различных археологических раскопок, этнографические сведения, архивные официальные государственные документы (акты). Корреспондентами Известий ОАИЭ были как члены Общества, так и местные краеведы (учителя, врачи, священнослужители и другие).
В трудах ОАИЭ содержится ценный материал об общественном и семейном быте, хозяйственных занятиях, религиозных верованиях и фольклоре чувашей, мордвы, черемис, татар, вотяков, калмыков и других народов.
Известия ОАИЭ выходили с 1878 по 1929 год тиражом до 300 экземпляров. Более 200 экземпляров журнала Общество рассылало для обмена (например, в 1908 году 144 по России, более 50 за границу). В ответ оно получало издания российских и зарубежных (Австралии, Австро-Венгрии, Англии, Бельгии, Болгарии, Германии, Италии, Нидерландов, Норвегии, Сербии, США, Турции, Франции, Швейцарии и Швеции) научных учреждений и обществ, высших учебных заведений, библиотек и музеев.
в 2017 году в Казанском федеральном университете удалось возобновить системное издание журнала с продолжающейся нумерацией томов (2017 год — 37 том)

## Председатели ОАИЭ
- 1878—1884 — П. Д. Шестаков (1826—1889)
- 1884—1894 — С. М. Шпилевский (1833—1907)
- 1894—1896 — Н. А. Фирсов (1831—1896)
- 1898—1914 — Н. Ф. Катанов (1862—1922)
- 1914—1919 — М. М. Хвостов (1872—1920)
- 1919—1922 — Б. Ф. Адлер (1874—1942)
- 1922—1924 — К. В. Харлампович (1870—1932)
- 1924—1930 — Н. Н. Фирсов (1864—1933)

## Члены ОАИЭ
В ОАИЭ состояли 43 члена Петербургской и Российской академий наук, Академии наук СССР, в их числе 22 казанских учёных: Д. В. Айналов, А. С. Архангельский, Н. И. Ашмарин, Д. Ф. Беляев, И. А. Бодуэн де Куртене, Н. Н. Булич, Е. Ф. Будде, В. А. Богородицкий, И. Ф. Готвальд, Н. И. Ильминский, Д. А. Корсаков, В. В. Латышев, Н. П. Лихачёв, С. Е. Малов, Ф. Г. Мищенко, Д. Н. Овсянико-Куликовский, Н. М. Петровский, И. Я. Порфирьев, В. В. Радлов, А. М. Селищев, К. В. Харлампович, С. П. Шестаков.
Кроме того, членами Общества были многие доктора наук и профессора Казанского университета: Б. Ф. Адлер, А. И. Александров, Д. Ф. Беляев, М. В. Бречкевич, Б. В. Варнеке, А. В. Васильев, Н. А. Васильев, М. П. Веске, Н. Ф. Высоцкий, В. Ф. Груздев, Н. П. Загоскин, Н. Ф. Катанов, Н. А. Кремлев, П. И. Кротов, Б. П. Кротов, П. П. Миндалев, А. М. Миронов, Н. А. Осокин, Ф. Ф. Розен, А. Ф. Самойлов, В. И. Сементовский, И. Н. Смирнов, Н. В. Сорокин, И. А. Стратонов, Н. А. Толмачев, Н. А. Фирсов, Н. Н. Фирсов, В. М. Флоринский, M. M. Хвостов, С. М. Шпилевский, А. А. Штукенберг, А. И. Якобий и некоторые другие; профессора Казанской духовной академии: Ф. В. Благовидов, П. Н. Знаменский, Н. Ф. Красносельцев, Е. А. Малов, М. А. Машанов, В. А. Нарбеков, И. М. Покровский, И. Я. Порфирьев, В. А. Снегирёв; профессор Казанского педагогического университета М. Е. Евсевьев.
Помимо этого, в ОАИЭ вступали другие учёные из Казани и прочих городов России.
В ОАИЭ состояли также иностранные члены: из Финляндии — К.А. Альквист, Аспелин (I. P. Aspelin), Ивари Валлениус (Wallenius), Георг Вихман (Wichmann), Аксель Олай Гейкель (Heikel), Отто Доннер, Рейнгольм (Reinholm); из Франции Альфред Рамбо и Леон де Рони; Бельгии — Вилли Банг (Willy Bang), Германии — Рудольф Вирхов и Людвиг Христианович Штида.